# Teen Top
Teen Top (Hangul: 틴탑) là một nhóm nhạc nam Hàn Quốc gồm 4 thành viên là Chunji, Niel, Ricky và Changjo. Ban nhạc được thành lập bởi Andy Lee của Shinhwa dưới sự quản lý của TOP Media vào năm 2010. Họ phát hành album single đầu tiên "Come InTo The World"  vào ngày 9 tháng 7 năm 2010 và ra mắt chính thức vào ngày hôm sau trên chương trình âm nhạc cuối tuần Music Core của đài MBC. Tên fanclub chính thức của nhóm là Angel, trước đó có tên là Andromeda.Ngày 9/2/2017,L.Joe rời nhóm và khởi kiện TOP Media. Đến tháng 5/2023, C.A.P bị buộc rời Teen Top do vướng lùm xùm không đáng có. Teen Top tiếp tục hoạt động với 4 thành viên.

## Sự nghiệp
Hai thành viên Ricky và Niel của Teen Top trước đó đều được ra mắt như những diễn viên nhí. Niel ra mắt qua bản nhạc kịch "Please", anh đã đóng vai của Joo Won khi còn trẻ. Còn Ricky xuất hiện lần đầu tiên trong MV "Human Dream" của Seo Taiji và sau đó đóng vai thời trẻ của Song Seung Hoon trong "Love Song". Bốn thành viên của Teen Top là Changjo, Niel, C.A.P, và L.Joe đã có một buổi thử giọng mở tại Lotte World trong khi các thành viên khác (Chunji và Ricky) đã có một buổi thử giọng kín. L.Joe đã phải mất hai buổi thử giọng để có thể được đào tạo như các thành viên khác. [ 1 ]

### 2010: Ra mắt
Vào tháng 7 năm 2010, Teen Top đã ra mắt với ca khúc chủ đề "Clap" (Hàn Quốc: 박수) trong album single đầu tay của họ "Come InTo The World", được phát hành vào tháng 9. MV "Clap" còn có sự xuất hiện của After School's Lizzy.
Teen Top đã chính thức ra mắt vào ngày 10 tháng 7 tại MBC 's Music Core, tiếp theo là SBS 's Inkigayo, nhận được đánh giá tích cực cho cả hai buổi biểu diễn. [ 2 ] Dựa vào các buổi biểu diễn của họ, cư dân mạng đã cho Teen Top các nickname "Knife Choreography".

### 2011: "Supa Luv" and Roman
Ngày 13 Tháng Một 2011, Teen Top đã trở lại đầu tiên trên M! Countdown với single thứ 2 "Supa Luv", được sáng tác bởi Shin Hyuk. Các bài hát, ban đầu được viết và trình bày bởi Redd Stylez, đã được viết lại và dịch ra tiếng Hàn Quốc của Wheesung
Ngày 2 tháng 3, Teen Top phát hành một video âm nhạc cho một phiên bản remix của "Supa Luv" qua A-rex, có cảnh quay từ bộ phim American Beastly. Remix sau đó đã được lựa chọn để quảng bá cho bộ phim trên toàn châu Á.
Nhóm này đã xuất hiện trên các chương trình tin tức của Pháp Le Grand Journal, và nhận được sự hoan nghênh áp đảo so với các hoạt động khác mà đã xuất hiện trong chương trình. Hiệu suất của "Supa Luv" được đánh giá cao.
Mini-album "Roman" của Teen Top, cùng với ca khúc chủ đề "No More Perfume On You" (Hàn Quốc: 향수 뿌리 지마). kỹ thuật số đã được phát hành vào ngày 26 tháng 7

### 2012: It's, ArtisT and Be Ma Girl
Vào tháng 1 năm 2012, Teen Top phát hành mini album thứ hai của họ "It's". Brave Brothers sản xuất, đã viết, sáng tác và pha trộn tất cả sáu bài hát của mình. Album do được phát hành vào lúc nửa đêm của ngày 5,04, nhưng 20:00 vào ngày 4 tháng 1, nó đã bị rò rỉ và được chia sẻ trên các trang web phần mềm và nhận được hơn một ngàn lượt truy cập riêng chỉ trong mười phút.
Ngày 3 tháng 2, Teen Top đã giành giải thưởng đầu tiên của họ trên KBS Music Bank kể từ khi ra mắt với "Clap" vào ngày 10 tháng 7 năm 2010. Hơn nữa, họ đã nhận được vinh dự được thể hiện bài hát kết thúc trên MBC Music Core, theo sau chiến thắng khác trên SBS Inkigayo. Ở tuổi trung bình là 17,3 tuổi, TEEN TOP là một nhóm nhạc thần tượng trẻ tuổi nhất đã giành được giải thưởng trên các chương trình âm nhạc nói trên. Ngày 25 tháng 2, Teen Top lại một lần nữa được vinh dự thực hiện ca khúc kết thúc trên Music Core.
Teen Top ra mắt fanclub chính thức của họ ANGEL vào ngày 28 tháng 5.
aRtisT, Teen Top's third EP, của Teen Top, được phát hành vào ngày 30, theo sau bởi việc phát hành MV cho ca khúc chủ đề "To You". Album đã được phát hành vào ngày 4 tháng 6, năm 2012. Với album này, nhóm đã đạt được nhiều sự chú ý, đứng đầu bảng xếp hạng âm nhạc lớn.
Ngày 19 tháng 6, nhóm bắt đầu tour lưu diễn của họ Teen Top Zepp Tour 2012 qua các điểm dừng ở các thành phố Osaka, Nagoya và Tokyo tại Nhật Bản.
Ngày 3 tháng 8, video ca nhạc cho đĩa đơn "Be Ma Girl" (Hàn Quốc : 나랑 사귈래) đã được phát hành, đánh dấu sự trở lại tiếp theo của Teen Top trên MBC 's Music Core. một ngày sau đó

### 2013: Tour châu Âu, No1,vàTeen Top Class
Vào tháng 2 năm 2013, Teen Top đã tổ chức tour châu Âu đầu tiên của họ, "TEEN TOP SHOW! Live tour in Europe 2013", làm điểm dừng ở Đức, Anh, Pháp và Tây Ban Nha. Các tour lưu diễn đã thành công và thiết lập một kỷ lục decibel mới cho concert của họ tại Paris, Pháp.
Ngày 8 tháng 2, TOP Media thông báo rằng Teen Top sẽ phát hành album phòng thu đầu tiên của mình mang tên, "No.1" vào ngày 25 tháng 2 với một ca khúc từ album, "I Wanna Love" (사랑 하고 싶어), trước khi phát hành vào ngày 15. Đoạn teaser Music Video cho I Wanna Love đã được phát hành vào ngày 12. Cả hai ca khúc và Music Video cho "I Wanna Love (사랑 하고 싶어) đã được phát hành vào ngày 15. The Music Video đặc trưng của đường phố và cảnh quan của Hồng Kông. Họ đã phát hành album đầy đủ của họ vào ngày 25 cùng với Music Video đầy đủ của họ cho "긴 생머리 그녀 (Miss Right)" sau đó vào cùng một ngày
ngày 25 tháng 8, Teen Top phát hành mini album thứ tư của họ Teen Top Class với 장난 아냐 (Rocking / No Joke) đã đưa single.Teen Top giành được ba danh hiệu trong chương trình ca nhạc "Rocking". Chương trình quảng bá kéo dài ngắn hơn bình thường, dẫn họ để phát hành một repackaged album mang tên Teen Top Class bổ sung vào ngày 24 với 못 났다 (Lovefool) là đĩa đơn đầu tiên

### 2014: High Kick world tour, Éxito, and Snow Kiss
Ngày 22 và 23 tháng 2, Teen Top tổ chức tour lưu diễn của họ "TEEN TOP 2014 World Tour HIGH KICK in SEOUL concert tại Hội trường Olympic, Seoul. Sau đó, họ tiếp tục với "HIGH KICK" của World Tour tại nhiều quốc gia như Canada, Trung Quốc, Hong Kong, Nhật Bản, Nga, Đài Loan và các nước Nam Mỹ như Colombia, Chile, Mexico, Panama và Peru.
Ngày 15 tháng 9, Teen Top phát hành mini album thứ tư của họ với EXITO 쉽지 않아 (Missing) là đĩa đơn đầu tiên. Teen Top thể hiện đầu tiên "Missing" trên M Countdown vào ngày 11 tháng 9, trước khi phát hành album. Quá trình quảng bá ngắn hơn bình thường, dẫn họ để phát hành một album repackaged tựa đề "20's LOVE TWO ÉXITO" vào ngày 10 với 우린 문제 없어 (I'm sorry) là đĩa đơn, trong đó sẽ không được quảng bá trên các chương trình âm nhạc.
Ngày 23 tháng 11, Teen Top đã tổ chức concert đầu tiên của họ và fanmeet ở Thái Lan mang tên "Live TOUR My Dear Angels in Bangkok" và "LIVE TOUR My Dear Angels" được tổ chức tại bốn thành phố ở Nhật Bản.
Ngày 10 Tháng 12, Teen Top phát hành đầu tiên của mùa single album Snow Kiss với như 눈 đĩa đơn đầu 사탕 (Snow Kiss)

### 2015: Natural Born
Teen Top sẽ tổ chức solo concert độc quyền của họ ở nước ngoài "My Dear Angels" ở Los Angeles tại Orpheum Teater vào ngày 11 tháng 4 Sự kiện này đã bị hủy bỏ do do các vấn đề tài chính nội bộ.
Mini album thứ sáu của mình mang tên " Natural Born Teen Top "vào ngày 22 và cùng ngày phát hành MV cho ca khúc chủ đề" Ah-Ah " một bài hát được viết và sản xuất bởi Black Eyed Pilseung và Sam Lewis. Sau khi phát hành, " Natural Born Teen Top "ra mắt ở vị trí số 1 tại Hàn Quốc Gaon Album bảng xếp hạng cũng như số 13 trên bảng xếp hạng Albums thế giới Billboard.
Ngày 4 tháng 7, Teen Top tổ chức Debut 5th Anniversary Concert của họ tại Tokyo, Nhật Bản. Ngày 1 và ngày 2 tháng 8 năm 2015 Teen Top thực hiện hai buổi diễn đầu tiên của concert Natural Born Teen Top Live in Seoul tại Hội trường Olympic để khởi động cho world tour năm 2015 của họ. Chuỗi concert tiếp tục tại Nagoya, Kobe và kết thúc ở Fukuoka vào ngày 17 tháng 8. Teen Top cũng góp mặt trong KCON in New York bên cạnh Girl's Generation và một số nghệ sĩ khác vào ngày 8 tháng 8 năm 2015.

### 2017: L.Joe rời nhóm
Bất đồng nhen nhóm từ khi L.Joe và T.O.P Media gặp nhau để ký hợp đồng mới vào tháng 10 năm ngoái. L.Joe quyết định rời TEEN TOP để hoạt động độc lập, hiện tại công ty quản lý đang giới hạn việc quảng bá riêng của anh.
Công ty quản lý không hề tích cực trong việc liên hệ với các nhà sản xuất. Mặc dù L.Joe nhiều lần nhận được lời mời diễn xuất đi kèm mức cát sê phù hợp với vai diễn và danh tiếng của mình, nhưng công ty không hề đàm phán cho vai diễn. Drama ‘A’ liên lạc mời L.Joe diễn đầu tiên, tuy nhiên sau khi nghe công ty hét giá cát sê gấp 7 lần trước đó, phía sản xuất đành rút lại lời mời.
Tuy hợp đồng của nhóm có thời hạn tới tháng 1/2018, 5 thành viên của TEEN TOP là là C.A.P, Chunji, Niel, Ricky và Changjo đã gia hạn thêm hợp đồng với công ty một lần nữa vào tháng 12 năm ngoái

## Thành viên
| Nghệ danh      | Nghệ danh | Tên thật      | Tên thật | Tên thật        | Ngày sinh         |
| Latinh         | Hangul    | Latinh        | Hangul   | Hán-Việt        | Ngày sinh         |
| -------------- | --------- | ------------- | -------- | --------------- | ----------------- |
| C.A.P          | 캡        | Bang Minsoo   | 방민수   | Phương Mân Tú   | 4 tháng 11, 1992  |
| Chunji         | 천지      | Lee Chanhee   | 이찬희   | Lý Xán Hy       | 5 tháng 10, 1993  |
| Niel           | 니엘      | Daniel Ahn    | 안다니엘 | N/A             | 16 tháng 8, 1994  |
| Ricky          | 리키      | Yoo Changhyun | 유창현   | Du Xương Hiền   | 27 tháng 2, 1995  |
| Changjo        | 창조      | Choi Jonghyun | 최종현   | Thôi Chung Hiền | 16 tháng 11, 1995 |
| Cựu thành viên |           |               |          |                 |                   |
| L.Joe          | 엘조      | Lee Byunghun  | 이병헌   | Lý Bỉnh Hiền    | 23 tháng 11, 1993 |